# Szpasszkaja torony
A Szpasszkaja torony (oroszul: Спасская башня [Szpasszkaja basnya]) a moszkvai Kreml legismertebb kapubástyája, a Vörös tér és egész Moszkva egyik legnevezetesebb látnivalóvalója. 1491-ben épült, 1624-ben építették rá a gótikus harangtornyot, amiben 1852-ben korszerű óraszerkezetet helyeztek el. 1937-ben került a csúcsára a vörös csillag. A harangjáték a toronyban az orosz nemzeti himnuszt játssza.

## Története
A kapubástyát 1491-ben építtette III. Iván moszkvai nagyfejedelem a Milánóból érkezett Pietro Antonio Solari olasz építésszel. Erről korabeli tábla is tanúskodik a kapu belső oldalán orosz nyelven (a korabeli időszámítás szerint 6999-es évszámmal), a külső oldalon pedig latinul. A Szpasszkaja felépítése előtt ezen a helyen az akkori fehér köves Kreml Frolovszkaja nevű bástyája volt 1367-ből. Ezen az 1464–1466-os években Vaszilij Dmitrijevics Jermolin, a moszkvai építkezések főfelügyelője két fehér kőből készült domborművet helyeztetett el  Szent György és Szent Demeter védőszentek képmásával. A kőtáblákat később áttették a Szpasszkaja toronyra, amelyen a 17. századig láthatók voltak.
A torony által őrzött bejárat a Kreml legfontosabb, megszentelt kapujának számított. A kijárat felett a belső oldalon ikont helyeztek el, a kapu alatt csak a lóhátról leszállva, fedetlen fejjel lehetett áthaladni.  A torony a nevét 1658-ban kapta – az előbb említett – a kapu fölé festett Megmentő Krisztus képmásáról (obraz Szpasza). Addig Frolovszkajának hívták, – feltehetően a közeli, Szent Florusz és Laurusz vértanúkról elnevezett templom után. 

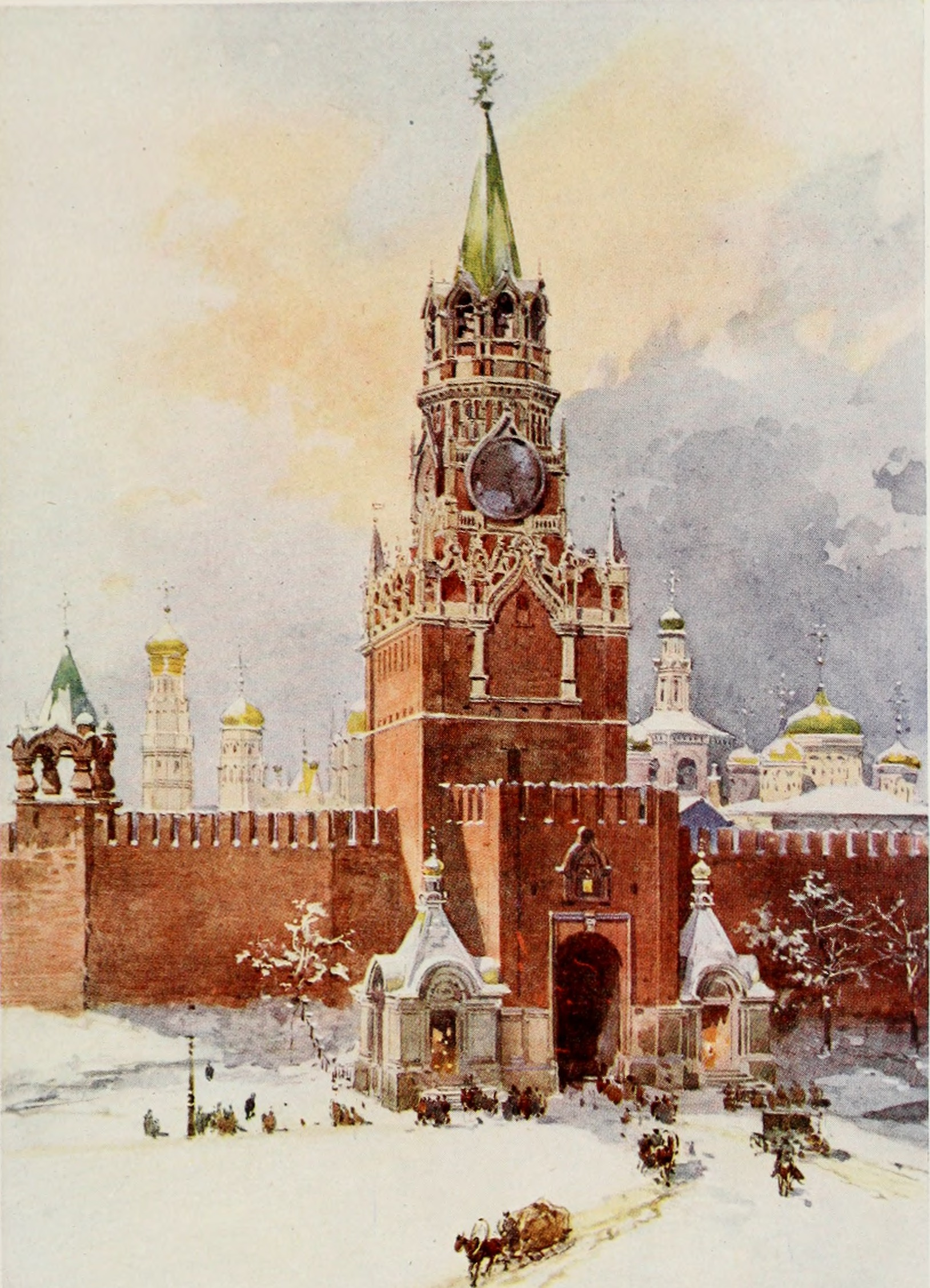
A torony egy 1913-as ábrázoláson
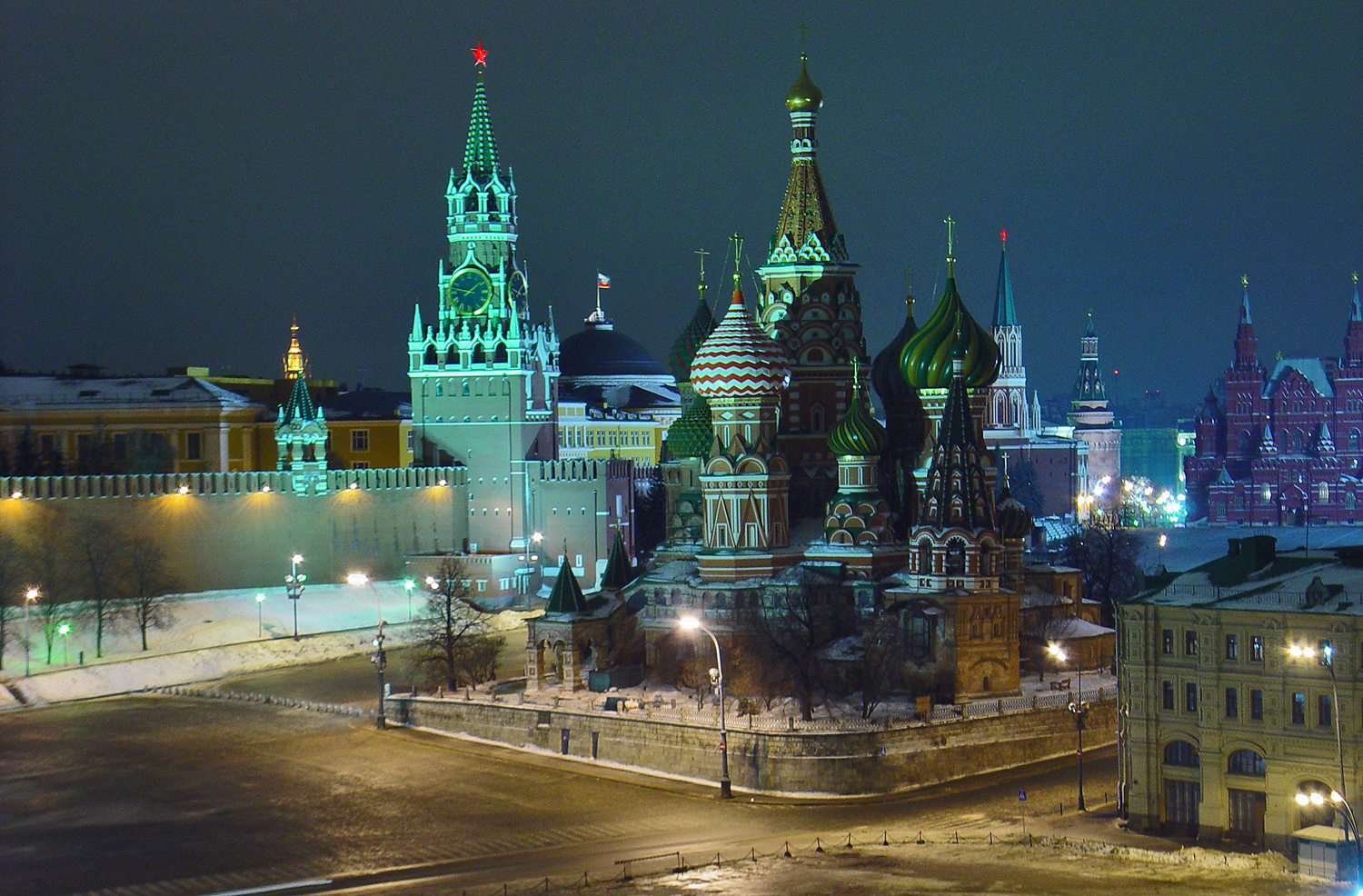
A Szpasszkaja és a Boldog Vazul-székesegyház
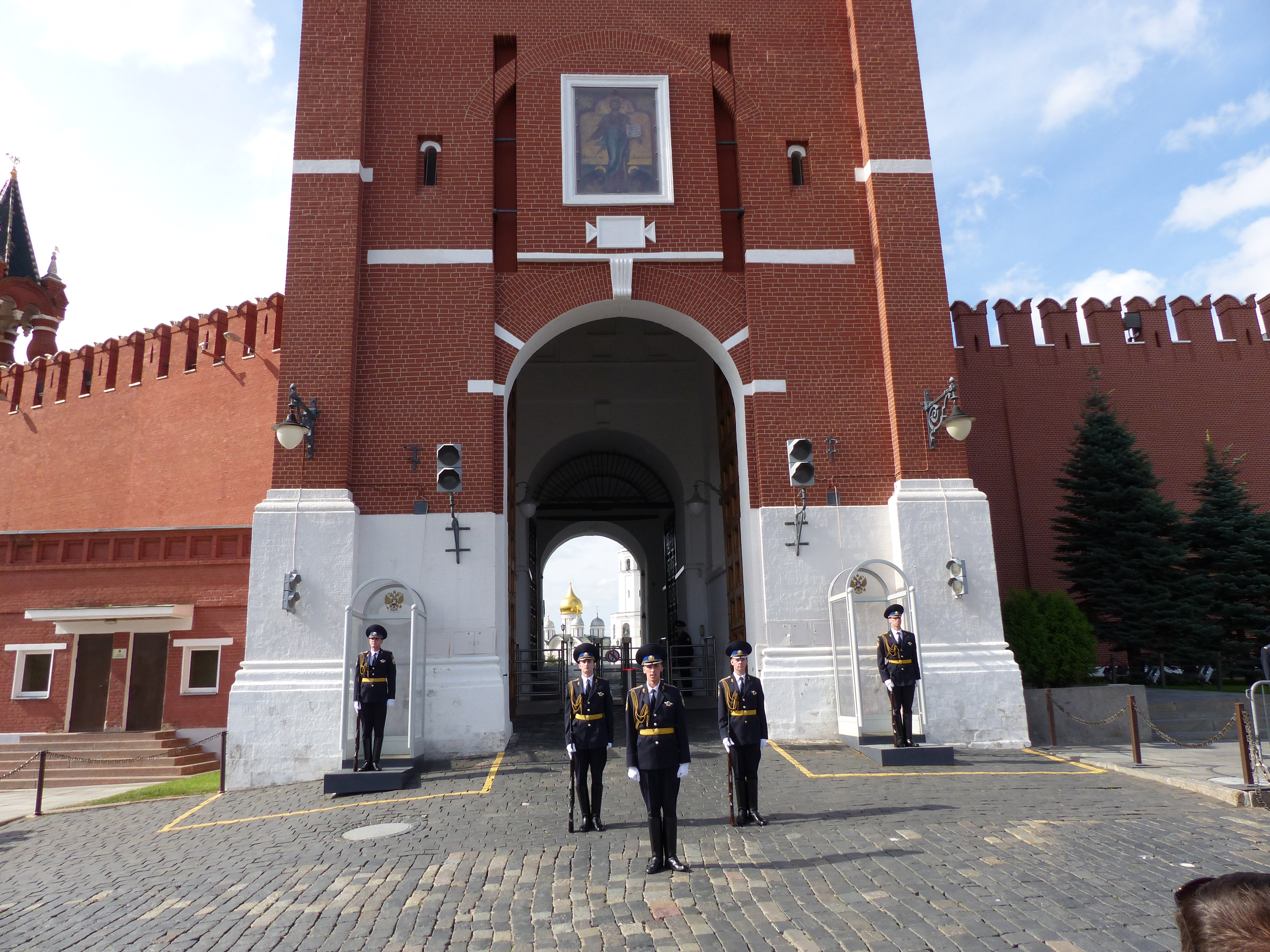
A bástya alatti kapu a díszőrséggel
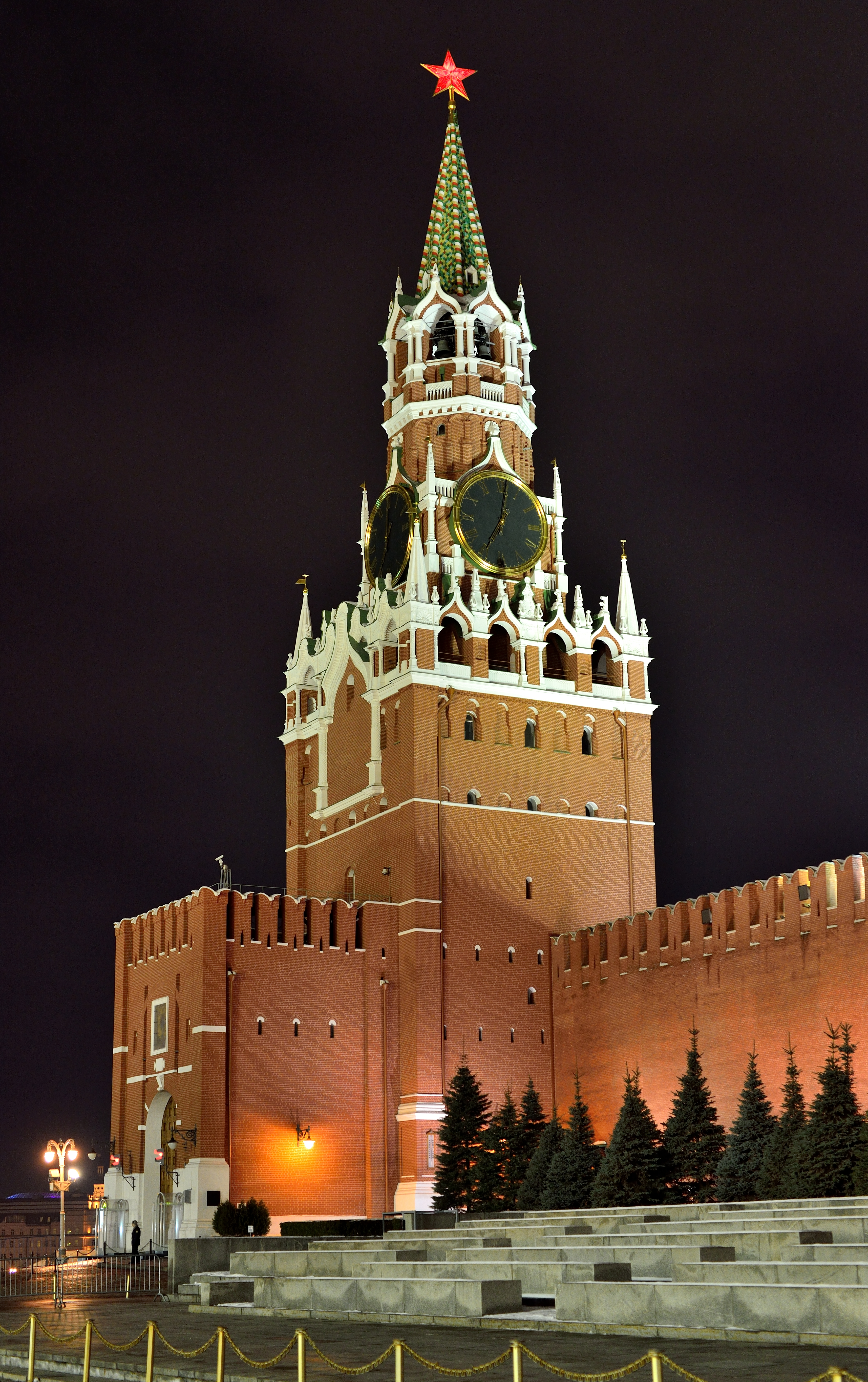
A Szpasszkaja éjjel, 2015-ben

## Fordítás
Ez a szócikk részben vagy egészben  a(z)   Спасская башня című orosz Wikipédia-szócikk ezen változatának fordításán alapul.  Az eredeti cikk szerkesztőit annak laptörténete sorolja fel. Ez a jelzés csupán a megfogalmazás eredetét és a szerzői jogokat jelzi, nem szolgál a cikkben szereplő információk forrásmegjelöléseként.